# Andrzej Ornoch
Andrzej (Andrew) Ornoch (Warschau, 21 augustus 1985) is een Pools-Canadees voetballer die als spits speelt. Ornoch speelde tot heden ook driemaal in het Canadees voetbalelftal.
Ornoch speelde in de jeugd in Canada. Bij het Hongaarse Lombard-Pápa TFC brak hij door en hierna ging hij in Denemarken bij Esbjerg fB spelen. In 2009 kwam hij na een succesvolle stage in Nederland bij Heracles Almelo. In 2010 ging Ornoch naar BV Veendam in de Nederlandse Jupiler League. Daar liet hij in januari 2011 zijn contract ontbinden om voor Toronto FC te tekenen. Die club zag uiteindelijk van de overgang af waardoor hij geen club heeft. Hij ging daarna bij de in 2010 opgerichte Canadese derdeklasser Mississauga Eagles FC spelen. In de zomer van 2011 keerde hij terug in Nederland en ging voor Telstar spelen.
Met Jörg van Nieuwenhuijzen startte hij daarna een voetbalschool in Canada.